# ABCゴルフ倶楽部
ABCゴルフ倶楽部（ABC Golf Club）は、 兵庫県加東市にあるゴルフ場である。

## 概要
「ABCゴルフ倶楽部」は、兵庫県加東市の丘陵地に広がるプロトーナメントの舞台を想定して設計された本格的コースである。ゴルフ場建設用地はフラットな地形で、コース設計は多くのゴルフ場設計を手掛けた鈴木正一と佐藤健が行い、 1985年（昭和60年）10月1日、18ホールのゴルフ場が開場された。
コースは、高低差が僅か17メートルとフラットな地形で、フェアウェイに点在する78個のバンカーが各ホールの緊張を高め、大小12の池が戦略性を求めている。2003年（平成15年）10月1日、クラブ名称の「エービーシー企業株式会社」が「株式会社ABCゴルフ倶楽部」に変更された。コースの改良工事が進められ、2004年（平成16年）、2グリーンから1グリーンへの改修が実施され、2008年（平成20年）、バンカーの砂をベトナム産の綺麗な砂に入れ替えられた。
日本のプロゴルフメジャー大会の一つであり、日本女子プロゴルフ協会主催競技でもある、日本選手権大会に相当する、「日本女子プロゴルフ選手権大会」などのメジャートーナメントが開催された。
また毎年11月には日本ゴルフツアー機構（JGTO）の公認競技大会である「マイナビABCチャンピオンシップゴルフトーナメント」が開催されるコースとしてもお馴染みである。
なお、本倶楽部は朝日放送グループホールディングス（ABC GHD）の連結子会社でもある。当ゴルフ場のロゴ書体は、朝日放送（当時、現在のABC GHD）が1973年から1989年まで使用していた2代目ロゴを流用しており、親会社が全面的に変更した2008年以降もそのままとなっている。

## 所在地
〒673-1313 兵庫県加東市永福933番地の20

## コース情報
- 開場日 - 1985年10月1日
- 設計者 - 鈴木 正一、佐藤 健
- 面積 - 1,000,000m2（約30.2万坪）
- コースタイプ - 丘陵コース
- コース - 18ホールズ、パー72、7,235ヤード、コースレート74.9
- フェアウェー - コウライ
- ラフ - ノシバ
- グリーン - 1グリーン、ベント（ペンクロス）
- ハザード - バンカー78、池が絡むホール9
- ラウンドスタイル - 全組キャディ付、5人乗りカートでのラウンド、1組4人が原則、乗用カート(5人乗り)自走式
- 練習場 - 11打席250ヤード
- 休場日 - 月曜日、12月31日、1月1日[5][6]

## クラブ情報
- ハウス面積 - 4,000m2（1,210坪）
- ハウス設計 - 山本哲輔建築設計事務所
- ハウス施工 - 株式会社大林組[5][2]

## ギャラリー
- コース - 「ABCゴルフ倶楽部」、コースガイド、2021年8月24日閲覧
- ハウス - 「ABCゴルフ倶楽部」、施設ガイド、2021年8月24日閲覧

## 交通アクセス
- 鉄道 - JR宝塚線（JR西日本） - 新三田駅より タクシー利用 約20分[7]
- 道路 - 中国自動車道  - ひょうご東条ICより 4Km[7]

## メジャー選手権
- 1986年（昭和61年） - 第19回 日本女子プロゴルフ選手権大会[8]
- 1988年（昭和63年） - 第21回 日本女子プロゴルフ選手権大会[9]

## 関連文献
- 『ゴルフ場ガイド 版』、2006-2007、「ABCゴルフ倶楽部」、東京 ゴルフダイジェスト社、2006年5月、2021年8月24日閲覧
- 『月刊ゴルフマネジメント』、「クローズアップ21(その92)ABCゴルフ倶楽部 底辺拡大、近隣ゴルフ場との協力で共存共栄」、東京 一季出版、2008年8月、2021年8月24日閲覧
- 『月刊ゴルフマネジメント』、「ゴルフ倶楽部を考える(289回)ABCゴルフ倶楽部の創設」、井上勝純著、東京 一季出版、2010年5月、2021年8月日閲覧
- 『ゴルフ場セミナー』、「Course Report(VOL.246)ABCゴルフ倶楽部(兵庫県) 秋のビッグトーナメントとともにハイエンドの地位をキープする」、東京 ゴルフダイジェスト社、2019年7月、2021年8月24日閲覧